# Kanton Sospel
Kanton Sospel (fr. Canton de Sospel) je francouzský kanton v departementu Alpes-Maritimes v regionu Provence-Alpes-Côte d'Azur. Tvoří ho tři obce.

## Obce kantonu
- Castillon
- Moulinet
- Sospel